# OK

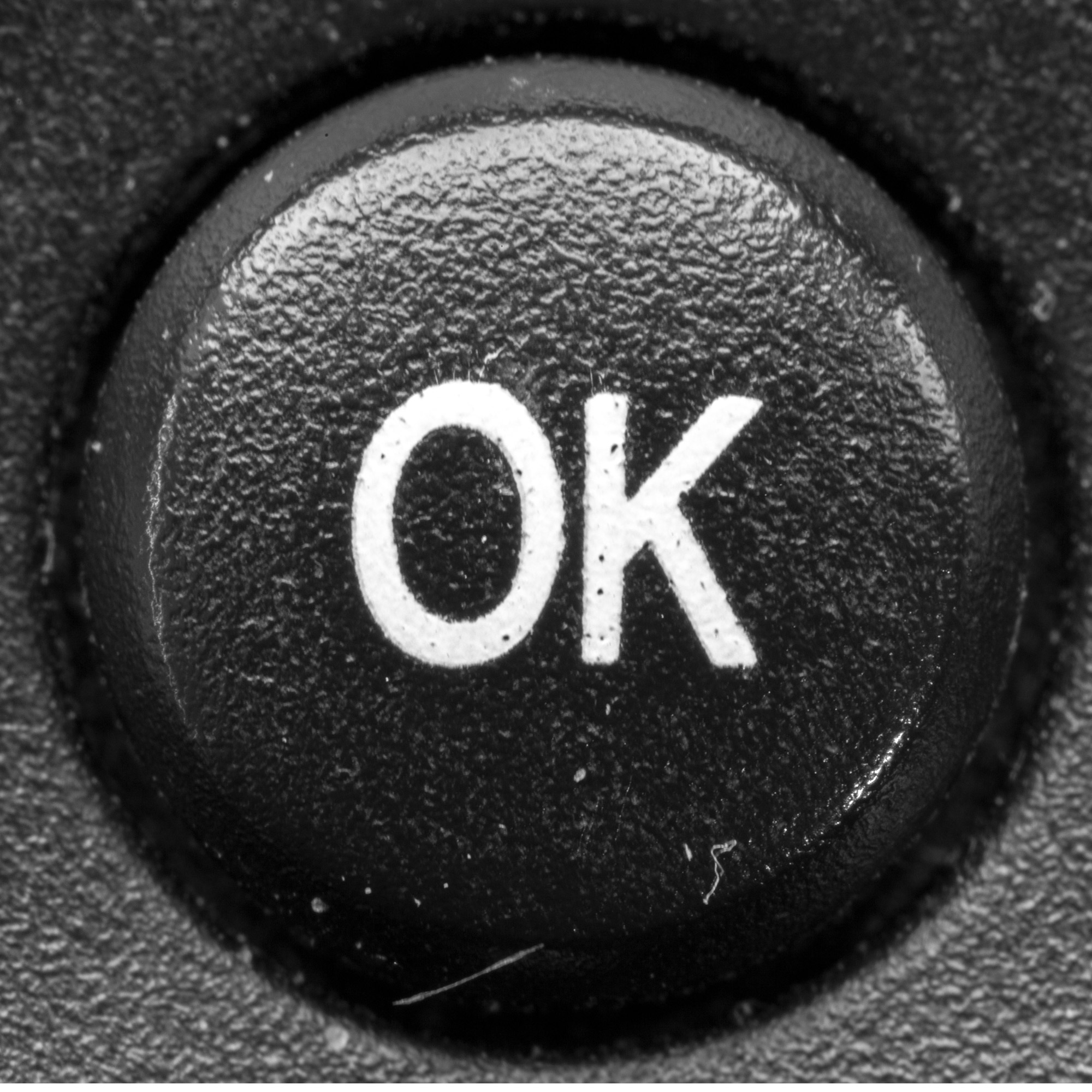
Przycisk OK na pilocie zdalnego sterowania

OK (również okay, l. mn. OKs lub okays) – wyrażenie pochodzące z języka angielskiego oznaczające „w porządku”, „dobrze”.
Zwrot jest pochodzenia amerykańskiego, ale jego etymologia nie jest dokładnie znana. Pierwszy raz w druku ukazała się w The Boston Morning Post 23 marca 1839 roku jako skrót błędnej, ale powszechnej formy all correct. W późnych latach 30. XIX wieku wśród młodszych i lepiej wykształconych Amerykanów pojawiła się praktyka celowego wprowadzania błędów lub skrótów w pisowni niektórych wyrażeń i słów, co przyczyniło się do powstania młodzieżowego slangu. W wyniku tych praktyk powstały takie skróty jak „OK” (wywodzący się z „oll korrect” zamiast „all correct”), „OW” („oll wright” zamiast „all right”) oraz „KY” („know yuse” zamiast „no use”). Tezę tę potwierdza amerykański etymolog i leksykograf Allen Walker Read.
Dodatkowo, ósmy prezydent Stanów Zjednoczonych, Martin Van Buren, który pochodził z miasta Old Kinderhook, używał skrótu „OK” jako swojego sloganu wyborczego, co również przyczyniło się do rozpowszechnienia tego terminu.
Skrót „OK” zyskał na znaczeniu wraz z wynalezieniem telegrafu, który wymagał krótkich i jasnych komunikatów. „OK” stało się standardowym sposobem potwierdzania transmisji między operatorami. W instrukcji obsługi telegrafu z 1865 roku zapisano: „żadna wiadomość nie może zostać uznana za przekazaną, dopóki biuro, które ją otrzyma, nie napisze OK.”
Używanie takiego zapisu przypisywano również złośliwie prezydentowi Andrew Jacksonowi, który według przeciwników politycznych był półanalfabetą.